# Günther Urban Anton von Lüdecke
Freiherr Günther Urban Anton von Lüdecke (* 31. Dezember 1723 in Sondershausen; † 14. Februar 1788 in Herrnhut) war ein deutscher Adeliger und führendes Mitglied der Herrnhuter Brüdergemeine.

## Familie
Günther Urban Anton von Lüdecke war ein Sohn von Johann Adolph von Lüdecke (1692–1728) und Sophie Eleonore von Rauschenplat. Er war ein Enkel von Urban Dietrich von Lüdecke (1655–1729), einem Staatsmann im Fürstentum Braunschweig-Wolfenbüttel, der von 1703 bis 1714 parallel auch im Dienste des Königreichs Preußen stand. Er heiratete am 14. Juni 1751 in Herrnhut Eleonore Justine von Schweinitz, (* 2. Februar 1725 in Niederleuba; † 6. August 1752 in Herrnhut). Danach heiratete er am 11. Juli 1758 in Trebus Hedwig Charlotta von Rennenkampff, (* 9. Juni 1727 in Palloper; † 12. September 1771 in Neudietendorf). Seine dritte Ehe schloss er am 8. November 1773 in Barby mit Anna Christiane Helene von Seidlitz, die ihn überlebte. Von vier Töchtern aus der zweiten Ehe überlebten ihn drei ebenfalls, während er aus den beiden anderen Ehen keine Kinder hinterließ.

## Leben
Günther Urban Anton von Lüdecke erwarb 1750 die Rittergüter Trebus, Spreehammer und Stannewisch von Ludwig Carl Weitolshausen genannt Schrautenbach (1724–1783). Dieser hatte die Güter im selben Jahr von seinem Vater Carl Ernst Balthasar Weitolshausen genannt Schrautenbach [1691?–1750] geerbt. Carl Ernst Balthasar lebte seit 1738 in Herrnhut und hatte die drei Rittergüter erst 1748 von Henriette Benigna Justine von Watteville, einer Tochter des Grafen Nikolaus Ludwig von Zinzendorf und der Gräfin Erdmuthe Dorothea geborene Reuß-Ebersdorf, erworben. Lüdeckes erste Ehefrau Eleonore Justine war bis 1750 Leiterin der Mädchen-Anstalt in Herrnhaag gewesen, wo sie von Henriette Maria Luise von Hayn abgelöst wurde. Sie war eine Tochter von Georg Abraham von Schweinitz und Krain, der nach seiner Zeit als Königlich Schwedischer Hauptmann Direktor der Zinzendorfischen Güter in der Oberlausitz und Mitarbeiter in der Gemeine Herrnhut geworden war. Er starb 1740 während der Synode in Gotha. Ihre Mutter Friederike Isabelle, geborene von Schweinitz aus Holland, war schon 1728 verstorben. Eleonore Justine und ihre Schwester Hedwig Elisabeth (1724–1795) waren schon 1736 etliche Wochen in Herrnhut in einer Gruppe Mädchen, unter denen sich auch Zinzendorfs Tochter Benigna Justine befand. Nach dem Tod des Vaters wurden beide Schwestern auf testamentarischen Wunsch ihres Vaters von Zinzendorf adoptiert. Hedwig Elisabeth heiratete am 30. Juni 1750 in London Friedrich Wilhelm von Marschall (1721–1802), den sie Ende 1760 in seiner Funktion als Leiter der nordamerikanischen Kolonien der Brüdergemeine nach Pennsylvania begleitete. Hedwig Elisabeth lebte seit 1768, abgesehen von einer deutschen Periode von 1775 bis 1780 während des
Amerikanischen Unabhängigkeitskrieges, in der Brüdergemeine um Salem in North Carolina.

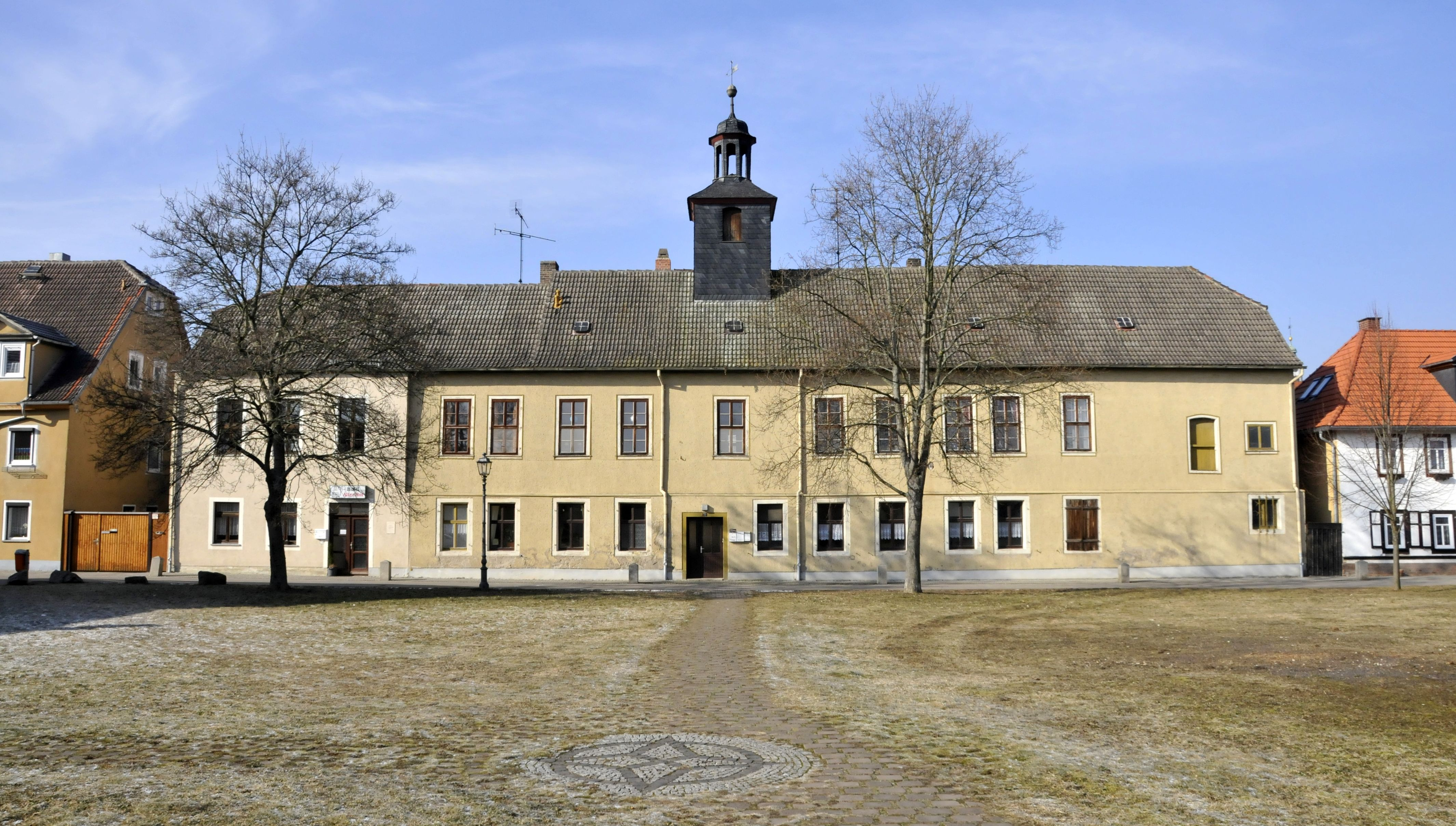
Ehemaliges Gutshaus Lehnsgut Alte Hof in Neudietendorf

Eleonore Justine starb schon im August 1752. Im gleichen Jahr erwarb Lüdecke die verwaiste Siedlung Gnadenthal der Brüdergemeine im Tal des Flusses Apfelstädt nahe Molsdorf. Im Dezember 1742 hatte Graf Balthasar Friedrich von Promnitz (1711–1744), der zur Brüdergemeine gehörte, eine unwirtschaftliche Textilmanufaktur mit Arbeitersiedlung auf dem Lehngut Alte Hof von dem in Geldnot befindlichen Reichsgraf Gustav Adolf von Gotter gekauft. In Gotha in der Diaspora lebende Herrnhuter suchten nach einer dauerhaften eigenen Siedlung. Diese stieß allerdings nicht nur auf den Widerstand von Ernst Salomon Cyprian, einem Vertreter der Lutherischen Orthodoxie. Auch Zinzendorf sprach sich 1743 nach seiner Rückkehr aus Pennsylvania wegen des Konflikts mit dem Herzogtum Sachsen-Gotha-Altenburg gegen die Siedlung aus. Die Synode der Brüdergemeine sah jedoch auch unter einer lutherischen Landeskirche Chancen für die Entwicklung, so dass die Siedlung wuchs. 1748 allerdings untersagte ein herzogliches Reskript den Bewohnern die Verbindung nach Herrnhut und ihre brüderischen Versammlungen, worauf ein großer Teil von ihnen nach Ebersdorf, Herrnhaag oder Herrnhut verzog. Unter Lüdecke wurden die Häuser ab 1753 wieder besiedelt, da es eine herzogliche Genehmigung gab, eine lutherische Gemeinde mit brüderischen Sitten einzurichten, die aber nicht mehr Gnadenthal heißen durfte, sondern Neudietendorf genannt wurde.
Im Juli 1758 heiratete Lüdecke Hedwig Charlotta von Rennenkampff. Sie stammte aus dem Livland im Baltikum. Dort waren zwar die Herrnhuter von 1743 bis 1817 verboten, so dass es nicht zur Anlage von Siedlungen kam. Innerhalb der lutherischen Landeskirche gab es in dieser Diaspora jedoch zahlreiche Anhänger der Herrnhuter. 1743/44 war Eleonore Justine von Schweinitz, Lüdeckes erste Frau, mit ihrer Schwester Teil einer Gruppe von Herrnhuter Schwestern, die für zwei Jahre in Livland waren und 1744 unter Verfolgungen zu leiden hatten. Zinzendorf selber wurde mit seiner Begleitung vom 23. Dezember 1743 bis zum 12. Januar 1744 in der Zitadelle von Riga gefangen gehalten. Hedwig Charlotta war das jüngste von sieben Kindern von Franz von Rennenkampff (1678–1727), der drei Monate nach ihrer Geburt starb, und Maria Sophia von Liphart (1696–1760). Ihr Vater war vor der relativ späten Heirat 1716 Königlich französischer Leutnant, später dann Kurfürstlich sächsischer Kapitän. In seiner Geburtsstadt Riga, wo sein Vater Georg (1652–1710) einer der führenden Kaufleute war, war Franz 1701 Ältester der Companie der Schwarzen Häupter, einer Vereinigung lediger Kaufmannsgesellen. Nach der Heirat pachtete er zuerst Krongüter im Kreis Werro, bevor er 1723 Erbherr der Güter Palloper und Duckershof wurde.
Nach der Heirat hielt sich das Ehepaar Lüdecke für ein Jahr in der Herrnhuter Siedlung s’Heerendijk bei IJsselstein zusammen mit Zinzendorf als sogenanntes Jüngerhaus auf. Das Jüngerhaus bildete Zinzendorf, der seit seiner Ausweisung aus Sachsen 1736 ständig unterwegs war, mit seinen engsten Mitarbeitern, um die Leitung der Gemeine wahrzunehmen. Am 11. Juli 1759 verließ die Gruppe s’Heerendijk und reiste rheinaufwärts zu der Brüdergemeine in Neuwied. Am 14. September 1759 trennten sich Lüdecke und seine Frau von der Gruppe und reisten über Neudietendorf nach Ebersdorf, da Lüdecke an beiden Orten Aufgaben hatte.

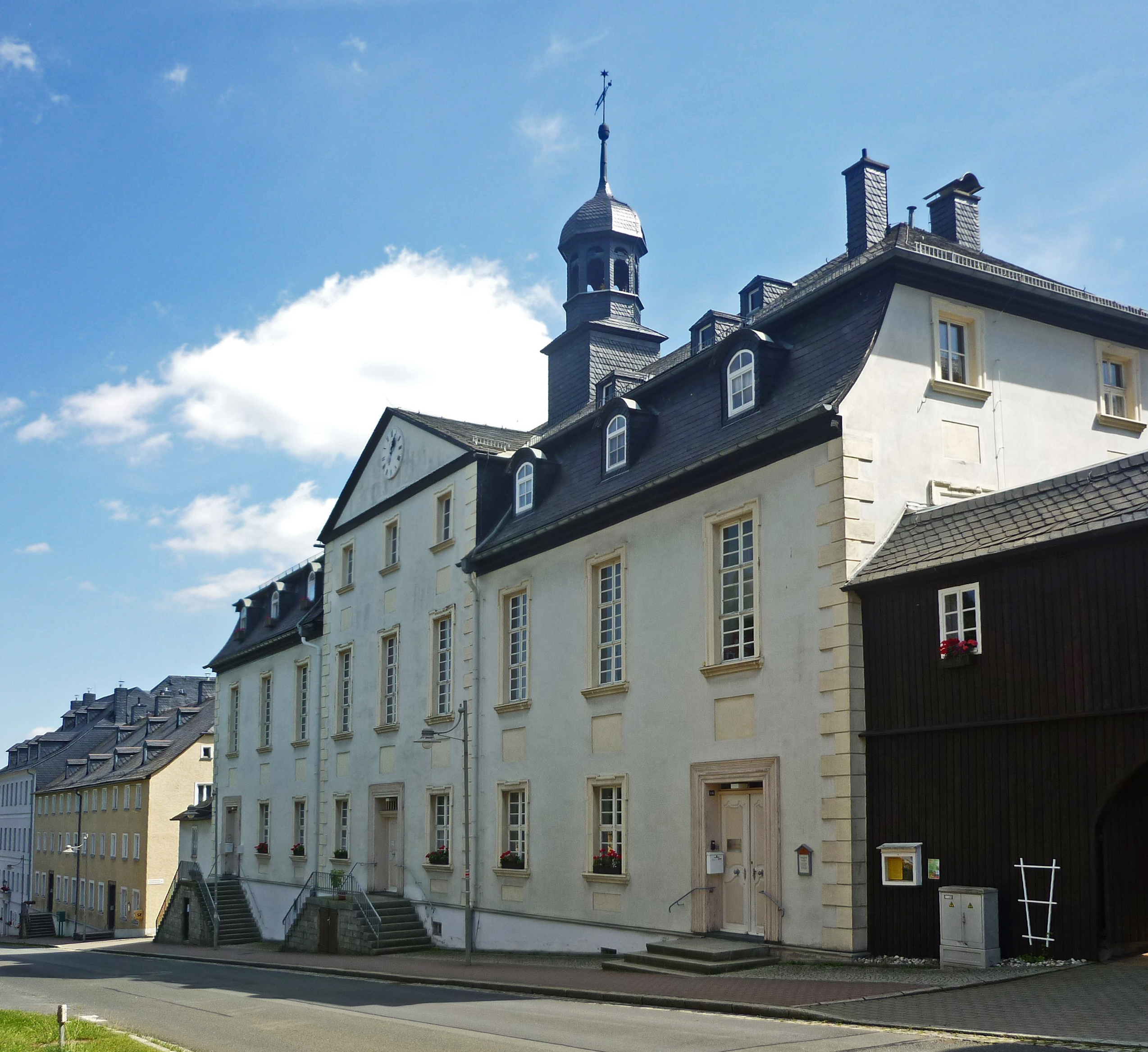
Gemeinhaus von 1746 in Ebersdorf

Lüdecke war Vorsteher der Herrnhuter Colonie in Ebersdorf und auch für Neudietendorf zuständig, das intern weiter als Gnadenthal bezeichnet und von Ebersdorf aus als Filiale geführt wurde. So verhandelte Lüdecke 1760 neben einem Besuch in Neudietendorf mit dem Orgelbauer Johann Stephan Schmaltz in Arnstadt den Einbau einer neuen Orgel im Gemeinhaus in Ebersdorf. Er kannte Schmaltz vermutlich dadurch, dass dieser 1760 in St. Petri in Wandersleben, einem Ort in der Nähe von Neudietendorf, die Orgel erweiterte.
In Neudietendorf war das Brüderhaus (für ledige Brüder) erst 1758 gebaut worden, dem das Schwesternhaus (für ledige Schwestern) 1760 folgte. Dies hing wahrscheinlich auch mit der Schuldenkrise der Brüdergemeine in den 1750er Jahren zusammen. War anfangs bis 1741 sparsames Wirtschaften eine Maxime der Brüdergemeine, trat dies in der Folge gegenüber theologischen und organisatorischen Fragen in den Hintergrund. Über die Geldprobleme waren nur Zinzendorf und seine engsten Mitarbeiter im Jüngerhaus informiert. Die Expansion der Brüdergemeine wurde ab 1741 durch die Aufnahme von Krediten finanziert, die zu mehr als 90 % von Einzelpersonen in Deutschland, England und Holland stammten. Dabei steigerte das Ende der Verbannung Zinzendorfs aus Sachsen 1747 die Kreditwürdigkeit sogar noch. Die Brüdergemeine war insbesondere auf die größeren Kredite einer relativ kleinen vermögenden Gruppe von Mitgliedern und Sympathisanten angewiesen. In Holland waren die Kreditgeber vor allem vermögende bürgerliche Mitglieder, die zur Brüdergemeine in Zeist gehörten. Als Anfang 1753 die englischen Brüdergemeinen ihren Zahlungsverpflichtungen gegenüber den Gläubigern nicht mehr nachkommen konnten und der englische methodistische Theologe George Whitefield die von ihm seit Jahren intern kritisierte enorme Verschuldung öffentlich machte, war die Finanzkrise nicht mehr zu leugnen. Zinzendorf selbst, der von August 1751 bis März 1755 von London aus die Brüdergemeine weltweit leitete, drohte kurz der Schuldturm. Er verhandelte mit den englischen Hauptgläubigern und übernahm die Schulden mit einem neuen Zahlungsplan. Als schließlich im März 1755 wichtige holländische Gläubiger ihre Darlehen kündigten, war der angestaute Reformdruck hinsichtlich des Schuldenmanagements endlich groß genug, um Veränderungen auszulösen. Nach einer Bestandsaufnahme von Schulden und Vermögen der Brüdergemeine im engsten Kreis um Zinzendorf vom 22. bis 25. Juli 1755 in Taubenheim auf dem Gut des Mitglieds Hans Heinrich von Zezschwitz wurden organisatorische Reformen eingeleitet, die durch den Tod von Zinzendorf am 9. Mai 1760 weitere Notwendigkeit erhielten. Allerdings verzögerte der Siebenjährige Krieg (1756–1763) die Beschlussfassung durch eine Generalsynode, die schließlich vom 1. Juli bis zum 27. August 1764 in Marienborn tagte. Als Leitungsorgan zwischen den Generalsynoden wurde dort ein achtköpfiges Unitätsdirektorium geschaffen.
Lüdecke war auch in Ebersdorf mit einem gewissen Stillstand größerer Bauvorhaben in den 1750er Jahren konfrontiert. Als letzter Bau war 1751 das Schwesternhaus nach fünf Jahren Bauzeit fertiggestellt worden. 1761 wurde dann das später sogenannte Apothekenhaus fertig, dessen Bau schon 1746 begonnen, aber nach der Fertigstellung der Grundmauern gestoppt worden war. 1761 war die Apotheke noch im Gemeinhaus und wurde erst 1792 in eine freigewordene Wohnung in dem zuvor nur mit Familienwohnungen ausgestatteten Gebäude verlagert. Im gleichen Jahr konnte Lüdecke sich darüber freuen, dass Graf Heinrich XXIV. Reuß zu Ebersdorf der Brüdergemeine in Ebersdorf das Recht gab, „alle Arten der Künste, Handwercke und Gewerbe, ohne sich den Innungen incorporieren zu lassen, zu treiben“, was in der Herrnhuter Colonie zu einem beträchtlichen wirtschaftlichen Aufschwung führte. Im März 1764 unterschrieb Herzog Friedrich III. von Sachsen-Gotha-Altenburg die Konzession für die Neudietendorfer Brüdergemeine, die sie neben die lutherische Gemeinde im Ort stellte. Sie bekam zwar nicht den Ortsnamen Gnadenthal, aber ihre Mitglieder waren vom Kriegsdienst befreit.
Lüdeckes zweite Frau Hedwig Charlotta starb 1771 in Neudietendorf. 1773 heiratete er noch einmal, diesmal in Barby Anna Christiane Helene von Seidlitz. Er war auch Vorsteher in Herrnhut, wo er seit 1782 Mitglied des Unitätsdirektoriums war. Seine Güter verkaufte er schon einige Jahre vor seinem Tod 1788.